# De Nederlandsche Bank

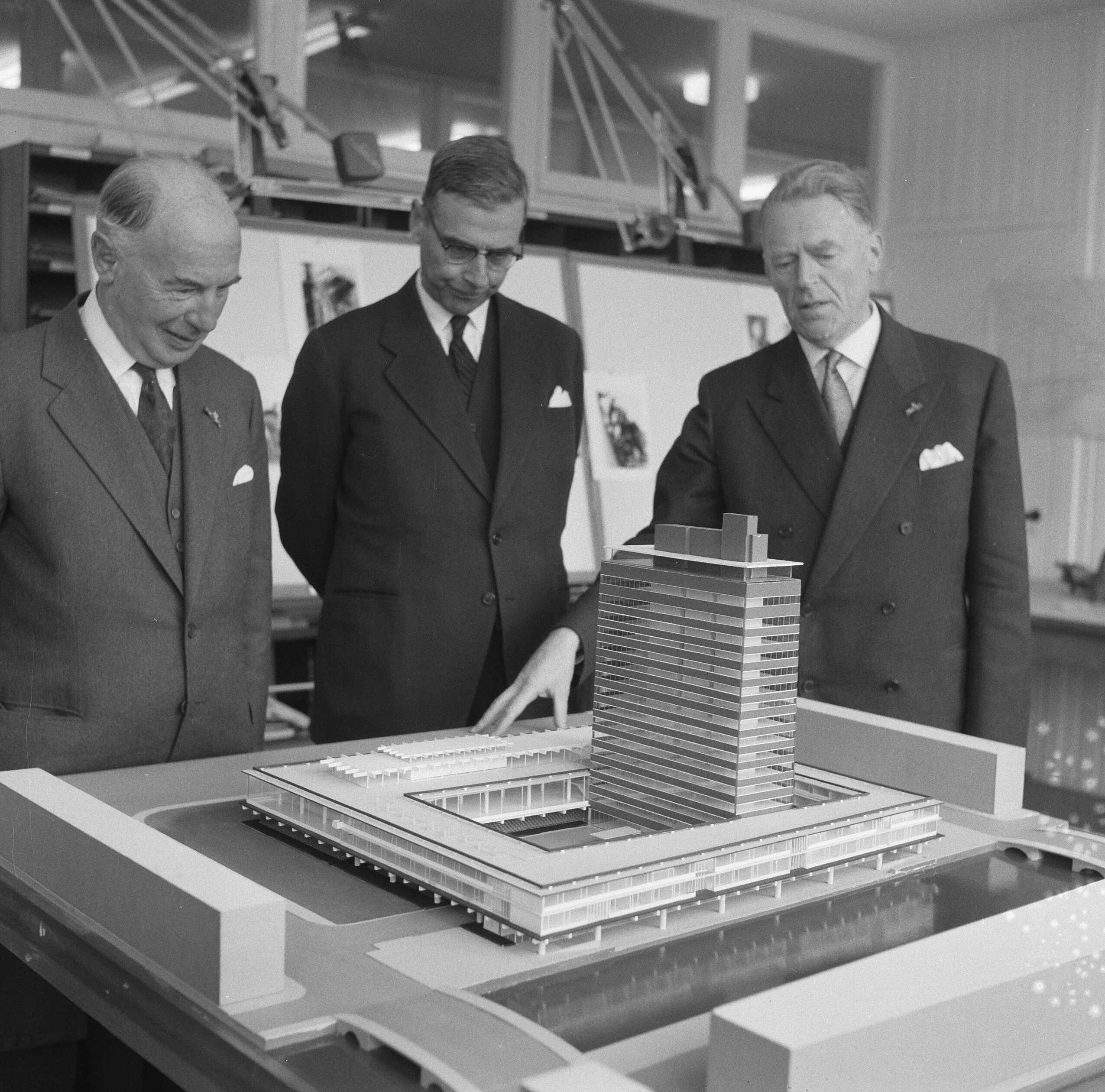
Commissaris der Koningin in Noord-Holland, dr. M.J. Prinsen, Burgemeester Gijs van Hall en President van DNB Marius Holtrop bij de maquette van het nieuwe hoofdkantoor van De Nederlandsche Bank aan het Frederiksplein / Westeinde; 6 november 1961.

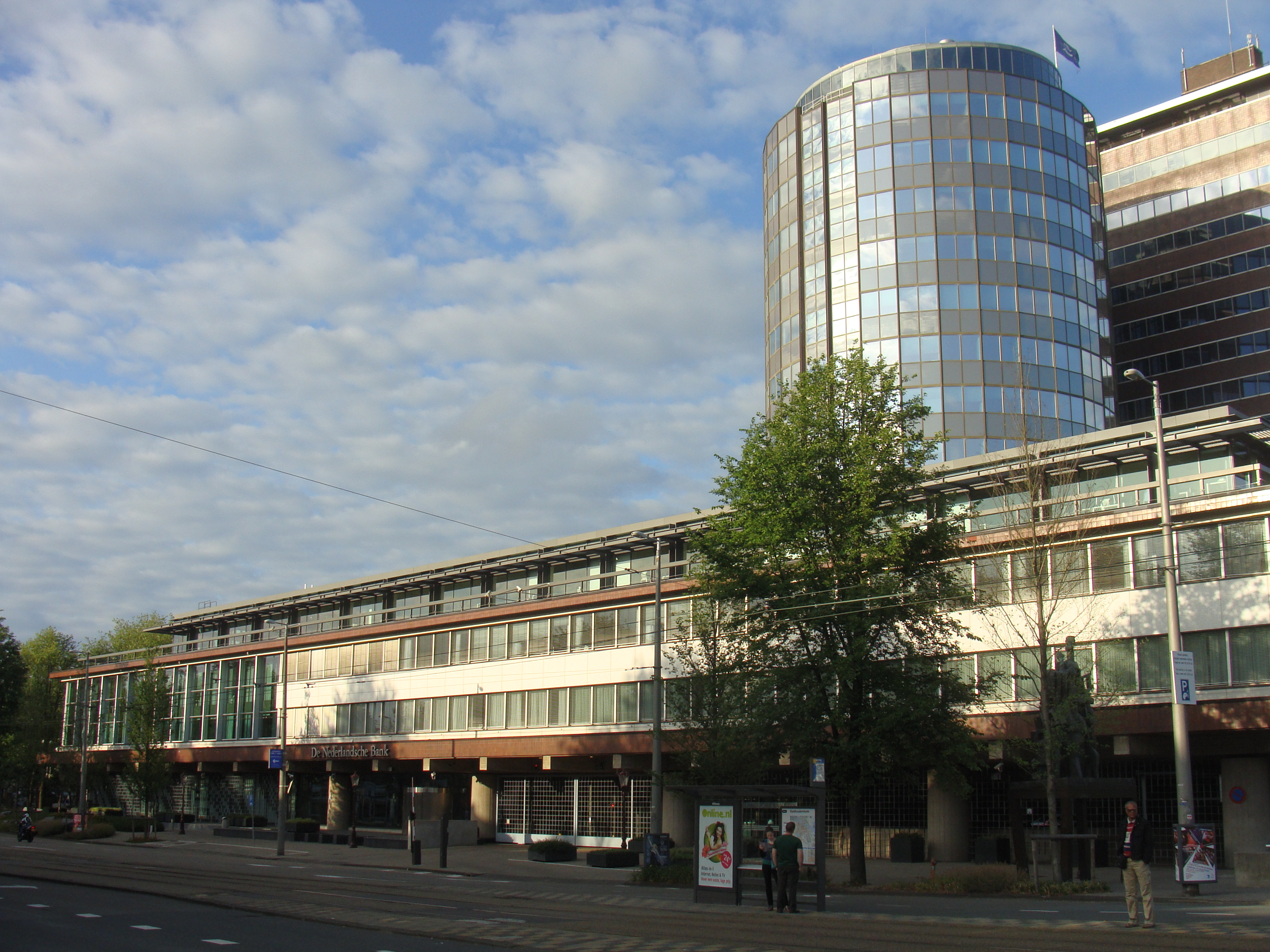
Het Hoofdkantoor van De Nederlandsche Bank met de hoofdingang aan het Westeinde te Amsterdam (2013).

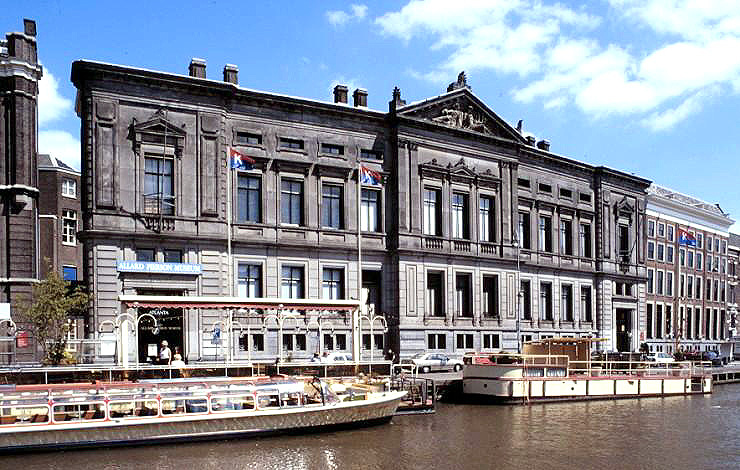
Het voormalige gebouw van De Nederlandsche Bank aan de Oude Turfmarkt 127, sinds 1976 Allard Pierson Museum.

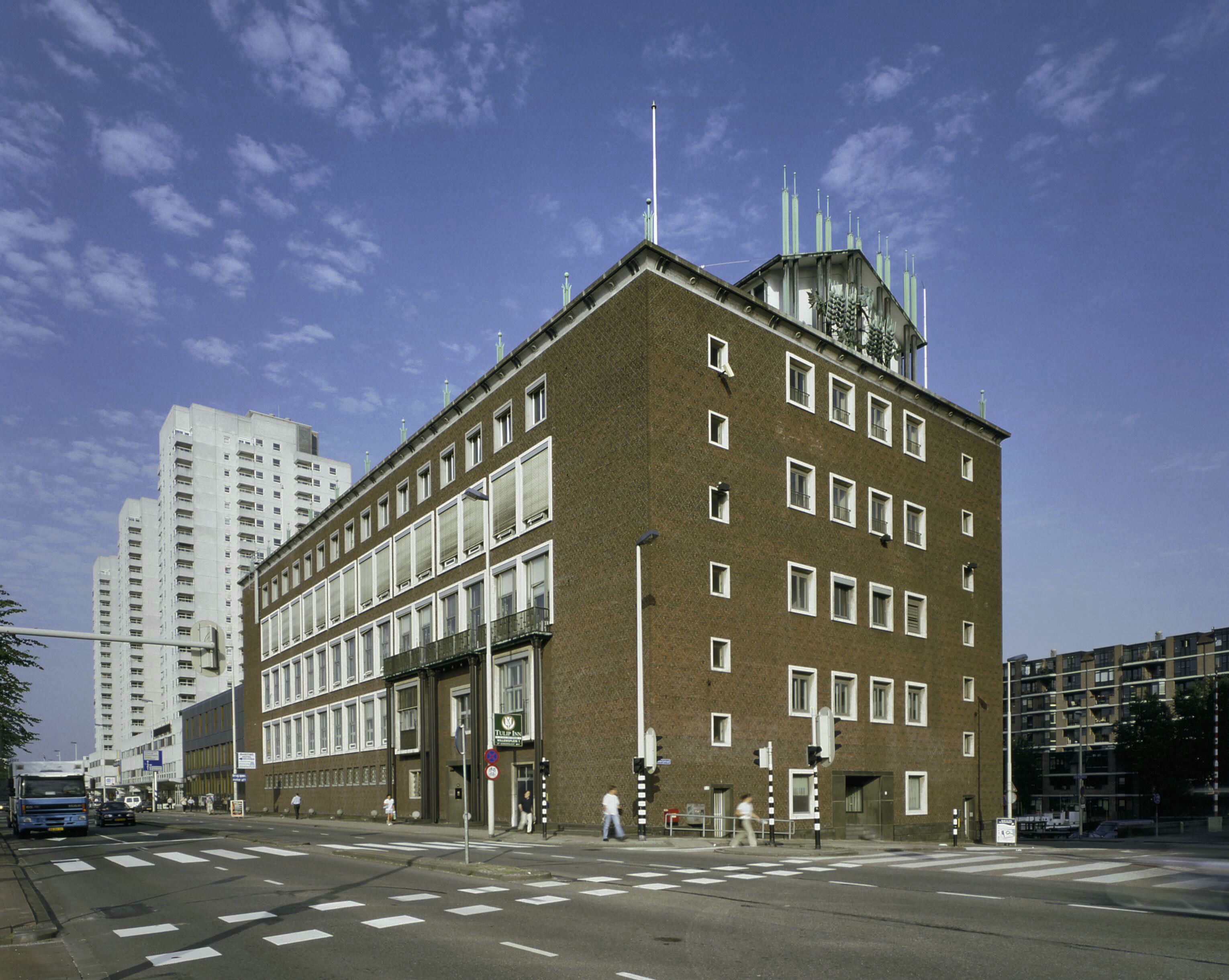
Bijbank van de Nederlandsche Bank aan de Boompjes te Rotterdam.

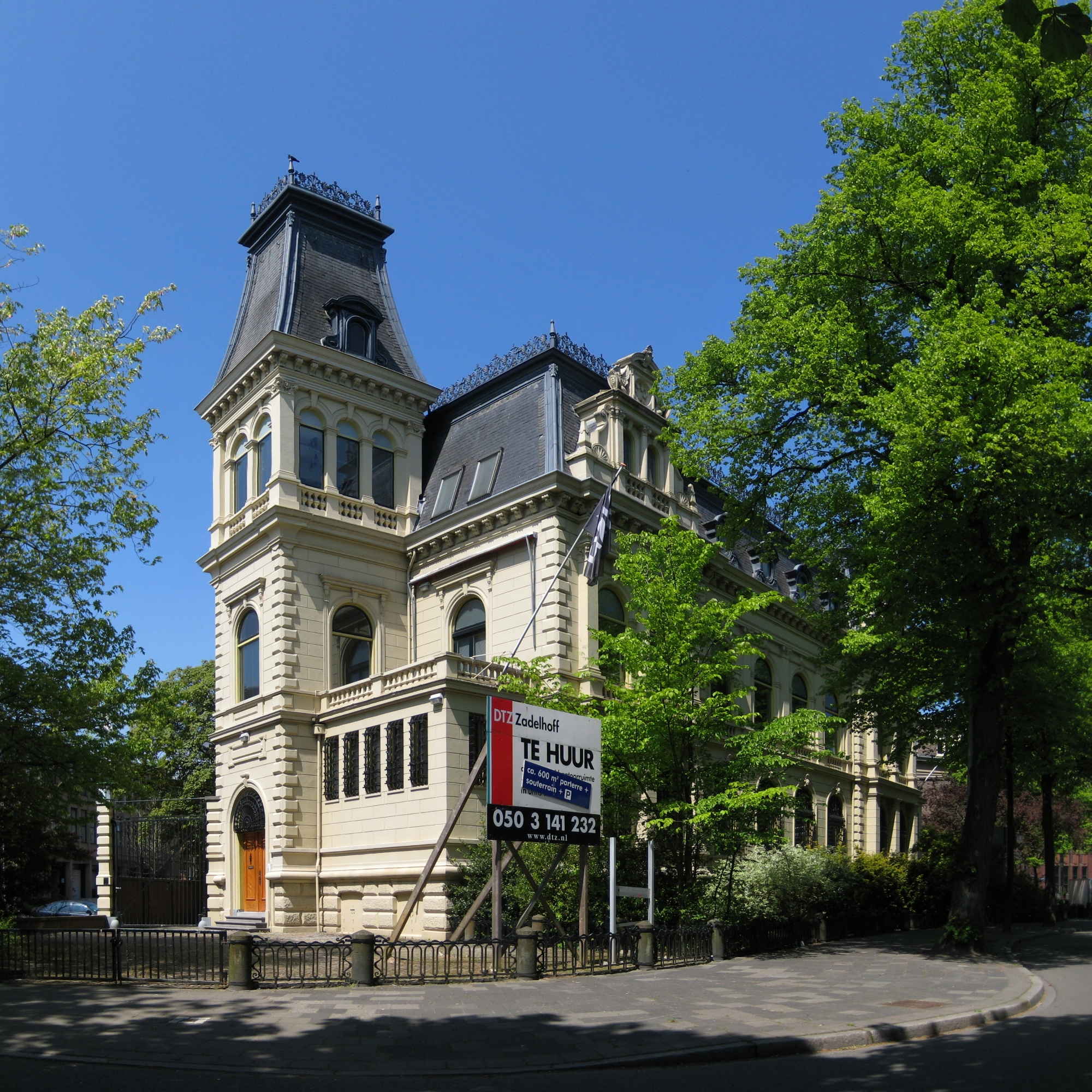
Voormalig agentschap van De Nederlandsche Bank in Groningen.

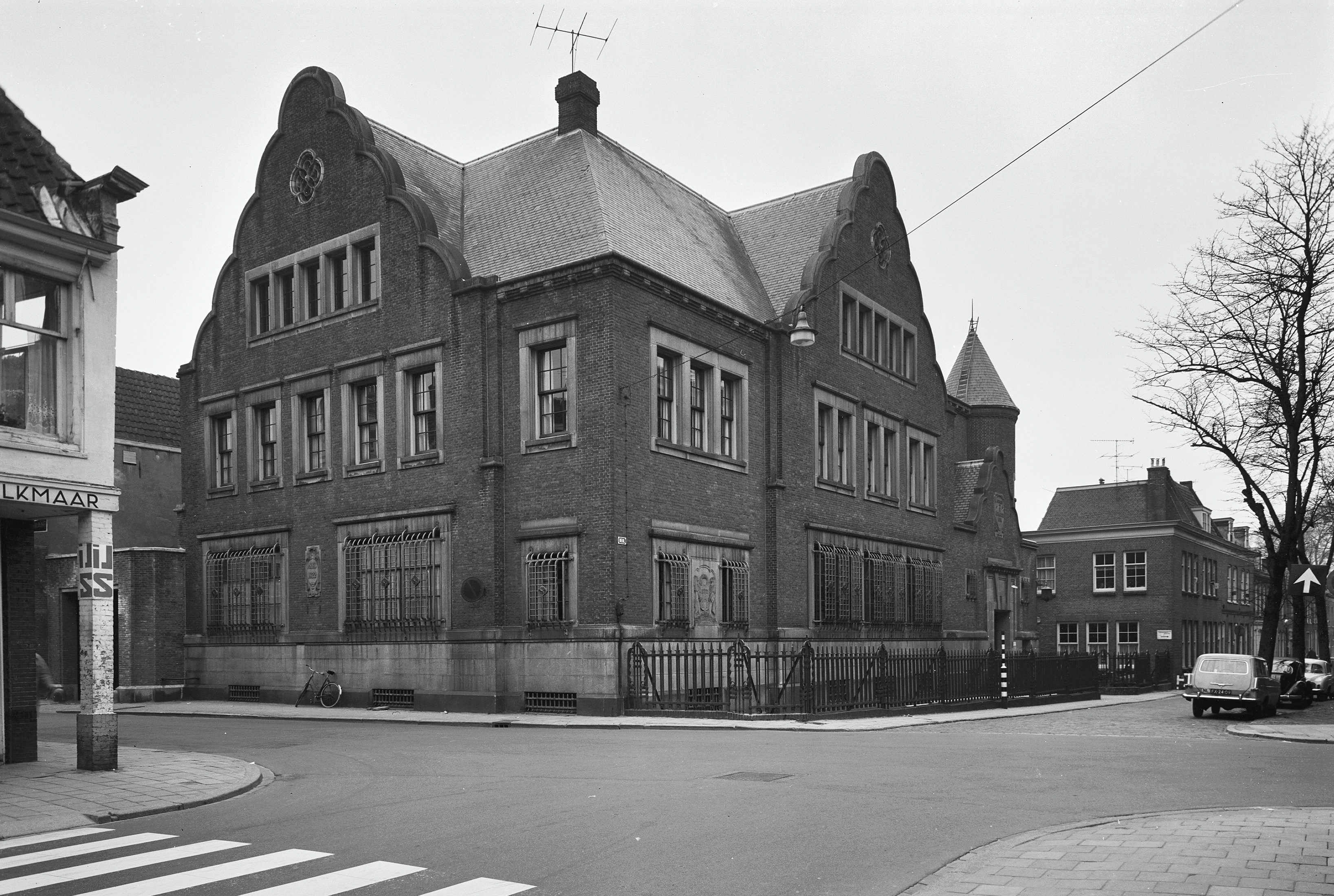
Voormalig agentschap van De Nederlandsche Bank in Alkmaar.

De Nederlandsche Bank N.V. (DNB) is de centrale bank van Nederland. De bank is in 1814 opgericht door koning Willem I en heeft het Nederlandse monopolie op de uitgifte van bankbiljetten. De Staat der Nederlanden is sinds 1948 enig aandeelhouder van de nv. Op Europees niveau maakt DNB sinds januari 1999 deel uit van het Eurosysteem, dat belast is met de tenuitvoerlegging van monetair beleid voor de hele Eurozone.
Tot Nederland in 1999 toetrad tot de Economische en Monetaire Unie stelde De Nederlandsche Bank tevens de rentetarieven in Nederland vast. De president van de bank is kroonlid van de Sociaal-Economische Raad (SER), en een belangrijke adviseur van de regering op het gebied van economie en financiën.

## Geschiedenis
Van 1609 tot 1820 konden kooplieden bij de Amsterdamsche Wisselbank vreemd geld wisselen en betalingen afhandelen. Kredieten verstrekte de Wisselbank niet. Nederland had zwaar geleden in de Franse Tijd en een kredietverstrekker was nodig om de economie weer op gang te brengen. Op 25 maart 1814 tekende Willem I het besluit tot de oprichting van De Nederlandsche Bank (DNB). DNB kreeg een belangrijke rol als kredietinstelling, om leningen aan het bedrijfsleven te verstrekken, maar werd ook een circulatiebank, een bank die van de overheid het recht kreeg bankbiljetten uit te geven. DNB kreeg geen monopolie op de uitgifte van bankbiljetten, maar was als enige vrijgesteld van zegelrecht. Dit was een belasting op bankbiljetten. Tot slot werd bepaald dat het namaken van biljetten van DNB strafbaar was. De aandelen van DNB werden niet alleen door de Staat gehouden, ook particulieren konden deze kopen.
Na 1850 groeide de Nederlandse economie. DNB had veel edelmetaal in de kluizen liggen en kon hierdoor veel kredieten verstrekken. DNB groeide uit tot een nationale bank, hetgeen Willem I in 1814 wilde bereiken. Bij de Bankwet van 1863 kreeg DNB de opdracht agentschappen te openen in heel het land. Een aantal jaren later had ze een landelijk filialennet. Aan het einde van de 19e eeuw kwamen er meer particuliere banken die een breder dienstenpakket aanboden en daarmee klanten van DNB wegkaapten. De rol van DNB veranderde geleidelijk, van kredietverschaffer aan bedrijven naar kredietverschaffer voor het bankwezen. DNB wilde inzage hebben in de financiële positie van de banken en dit was de eerste stap in de rol van toezichthouder. Tijdens de Eerste Wereldoorlog en de Beurskrach van 1929 nam de centrale rol van DNB binnen het Nederlandse bankwezen sterk toe. In 1936 kwam een einde aan de gouden standaard in Nederland. Bankbiljetten waren niet langer inwisselbaar voor goud en de acceptatie van papiergeld werd een kwestie van vertrouwen.
Tussen 1943 en 1945 is door het verzet ongeveer ƒ46.150.000 (ongeveer €290 miljoen in waarde per 2016) ontvreemd uit de bank. Deze actie was bedacht door de broers Van Hall. Walraven van Hall werd vermoord door de Duitsers in de oorlog. Gijs van Hall werd later een politicus en burgemeester van Amsterdam.
In 1948 volgde een nieuwe Bankwet met een nieuwe taak op het gebied van wisselkoersbeleid. In artikel 9, lid 1 stond: "… de waarde van de Nederlandse geldeenheid te reguleren op zodanige wijze als voor 's land welvaart het meest dienstig is en daarbij die waarde zoveel mogelijk te stabiliseren…" Onder invloed van Keynes koos Nederland er verder voor de conjunctuur te beïnvloeden door een harmonieus monetair en sociaaleconomisch beleid te gaan voeren. Winst was niet meer de belangrijkste drijfveer voor DNB. DNB werd in 1948 genationaliseerd.
De bank kreeg verder de taak toezicht uit te oefenen op de kredietinstellingen hetgeen in 1952 formeel werd vastgelegd in de Wet toezicht kredietwezen (Wtk). In 1978 werd een nieuwe Wtk van kracht. De groei van het bankwezen en de vervaging van het onderscheid tussen typen banken vereisten uitvoeriger bedrijfseconomisch toezicht. DNB kreeg meer controle-instrumenten en ook vielen meer financiële instellingen, waaronder de hypotheekbanken, onder het toezicht. Ondanks het verscherpte toezicht ging in 1982 de Tilburgsche Hypotheekbank failliet. De WestlandUtrecht Hypotheekbank en de Friesch-Groningsche Hypotheekbank kwamen ook in de problemen maar deze werden overgenomen door kapitaalkrachtige verzekeringsmaatschappijen. De hypotheekbanken kwamen in de problemen door een sterke stijging van de reële rente en een terugvallende economische groei waardoor de prijzen voor onroerend goed sterk daalden. In die tijd ging de Amsterdam-American Bank failliet en moest Slavenburg's bank gered worden. Door al deze problemen bij vijf banken in twee jaar tijd rezen grote twijfels, nationaal en internationaal, over de kwaliteit van het toezicht door DNB.
Ter verdere bescherming van de belangen van crediteuren introduceerde de Wtk-1978 een collectieve garantieregeling. Dit was een depositoverzekering die garandeerde dat rekeninghouders in het geval dat hun bank failliet zou gaan hun tegoeden tot een zeker maximum zouden terugkrijgen.

## De bankwet van 1998
In 1999 werd DNB onderdeel van het Europees Stelsel van Centrale Banken.
DNB is door de wijziging van de Bankwet in 1998 formeel bestuurlijk geheel onafhankelijk geworden van de Staat. De Staat is nog wel enige aandeelhouder. Deze wijziging was noodzakelijk, zodat DNB toe kon treden tot het Europees Stelsel van Centrale Banken. Feitelijk betekent het de volledige overdracht aan de Europese Centrale Bank (ECB), waardoor Nederland niet zelf meer de gelduitgifte kan regelen.
Artikel 104 van het Verdrag van Maastricht uit 1992 bepaalt daarnaast ondubbelzinnig: "De centrale bank is in het geheel niet gehouden om de regering van krediet te voorzien, de centrale bank kan niet gedwongen worden zulk een krediet te verschaffen". Door deze Europese wet is de ECB feitelijk een kopie geworden van de Amerikaanse Federal Reserve (FED).
De Nederlandse regering kan nu een begrotingstekort alleen financieren door het uitgeven van schatkistpapier en obligaties. Particulieren, pensioenfondsen en financiële instellingen verschaffen daarmee krediet aan de staat. Samen met die volledige overdracht van DNB aan de ECB is het voor Nederland sinds 1998 niet meer mogelijk om zonder schulden aan te gaan de nationale economie van een ruimere geldhoeveelheid te voorzien. Nederland kan door de invoering van de euro niet meer zelfstandig de hoeveelheid geld in omloop regelen.
DNB is een naamloze vennootschap die als zelfstandig bestuursorgaan deel uitmaakt van het Europees Stelsel van Centrale Banken (ESCB). Het dagelijkse bestuur is in handen van de directie. DNB kent een Raad van Commissarissen die door De Kroon wordt benoemd op voordracht van de Gemeenschappelijke Vergadering van directie en commissarissen. De raad van commissarissen staat onder voorzitterschap van Wim Kuijken, de Bankraad onder voorzitterschap van Arnoud Boot.
De bijeenkomsten en notulen van aandeelhoudersvergaderingen van DNB zijn verder geheim voor niet-aandeelhouders, zoals voor elke vennootschap.

## Taken
De kerntaak van DNB is zorgen voor financiële stabiliteit en daarmee een bijdrage te leveren aan de welvaart in Nederland, door:
- samen te werken met andere nationale centrale banken binnen het Eurosysteem voor prijsstabiliteit ofwel lage inflatie;
- een soepele, betrouwbare en efficiënte afwikkeling van het betalingsverkeer te bewerkstelligen;
- erop toe te zien dat financiële instellingen, waaronder banken, verzekeringsmaatschappijen en pensioenfondsen, voldoende vermogen hebben om aan hun verplichtingen te voldoen en een solide en integere bedrijfsvoering hebben en
- geeft (on)gevraagd economisch advies ten bate van goede (inter)nationale besluiten op de hierboven genoemde punten.

### Splitsing verantwoordelijkheden
DNB heeft in essentie twee hoofdtaken, maar één president. Voor de monetaire taak, om te zorgen voor stabiele prijzen, moet de centrale bank volledig onafhankelijk zijn van bijvoorbeeld de politiek. De huidige president van DNB, Klaas Knot, moet als lid van het bestuur van de ECB vrij kunnen besluiten over het te voeren monetaire beleid. Als toezichthouder is DNB wel verantwoording schuldig aan de politiek. Jan Sijbrand is verantwoordelijk voor het bankentoezicht, het toezichtbeleid en het toezicht op de verzekeraars. Hij werd per 1 juli 2018 opgevolgd door Else Bos, voormalig bestuursvoorzitter van pensioenuitvoerder PGGM.

### Toezicht Nederlandse banken

#### Europees bankentoezicht
Op 4 november 2014 is een deel van het toezicht op zeven grote Nederlandse banken overgegaan naar de ECB. Dit zijn ING Bank, ABN Amro, Rabobank, SNS Bank, BNG Bank, NWB Bank en RBS NV. De ECB zal in nauwe samenwerking met DNB verantwoordelijk zijn voor het toezicht op deze banken. DNB blijft toezicht houden op de minder grote Nederlandse banken waarbij wel de werkwijze wordt gelijkgetrokken met die van de ECB. Tot slot blijft DNB verantwoordelijk voor het integriteitstoezicht op alle banken. De nieuwe werkwijze heeft geleid tot een herinrichting van het toezicht bij DNB. Per 1 november 2014 zijn er vier nieuwe divisies gevormd, die qua structuur en samenhang aansluiten bij de wijze waarop samen met de ECB toezicht wordt gehouden. De vier divisies betreffen een divisie voor het toezicht op Europese banken, een voor het toezicht op nationale instellingen, een divisie voor het on-site toezicht bij banken en bancaire expertise, en een laatste divisie voor zogenoemde horizontale functies en integriteit. Op 1 april 2021 is Steven Maijoor aangetreden als directeur toezicht met als hoofdverantwoordelijkheden het toezicht op de integriteit in de Nederlandse financiële sector en het toezicht op banken. In die laatste hoedanigheid is hij lid van de Supervisory Board van de Europese Centrale Bank (ECB) in Frankfurt. Maijoor was van 2011 tot 2021 voorzitter van de European Securities and Markets Authority (ESMA).

#### Nationale resolutieautoriteit
DNB is verder aangewezen als nationale resolutieautoriteit. Vanaf 1 januari 2015 is er een Europees resolutiemechanisme in werking getreden. De Europese autoriteit zit in Brussel en DNB werkt hiermee intensief samen. De eerste richt zich op grote internationaal actieve banken en DNB beperkt zich tot kleinere Nederlandse banken met weinig internationale activiteiten. Samen met de banken wordt een plan gemaakt voor het geval een bank in problemen raakt. De maatregelen kunnen ingrijpend zijn zoals het opsplitsen van de bank of de verplichting dat aandeelhouders en crediteuren meebetalen aan de financiële schade. De kans wordt kleiner dat de belastingbetalers in zo'n geval voor de schade opdraaien. Bij DNB is directielid Nicole Stolk als eerstverantwoordelijke aangewezen.

## Fusie met PVK
Per 30 oktober 2004 fuseerde DNB met de Pensioen- en Verzekeringskamer (PVK, die voor 2001 de naam Verzekeringskamer had). De centrale bank heeft hiermee een belangrijke rol als toezichthouder op deze financiële instellingen gekregen, naast het traditionele toezicht dat hij al had op de gewone banken.
Toestemming van DNB is nodig voor het oprichten van een pensioenfonds of verzekeraar. Deze wordt alleen gegeven als het fonds of de levensverzekeraar over voldoende financiële middelen beschikt én door deskundige en integere bestuurders wordt geleid. DNB controleert pensioenfondsen op basis van de Pensioenwet (Pw) en levensverzekeraars op basis van de Wet financieel toezicht (Wft). Door goed toezicht neemt de kans af dat een pensioenfonds of levensverzekeraar in financiële moeilijkheden komt waardoor de rechthebbenden geen aanspraak meer kunnen maken op hun inleg of opgebouwde vermogen.
In geval van moeilijkheden kan DNB financiële herstelplannen opleggen voor verzekeringsmaatschappijen waarvan de financiële positie zwak is of stille curatoren aanstellen om de bestuurskracht te verstevigen of een productiestop opleggen. In dit laatste geval mag de verzekeraar geen nieuwe polissen meer afsluiten. Voor de pensioenfondsen gelden vergelijkbare maatregelen met uitzondering van de productiestop.

## Goudvoorraad
Sinds 1991 heeft DNB van de goudreserve van 1700 ton ongeveer 1100 ton verkocht. Destijds is vastgesteld dat DNB in vergelijking tot andere centrale banken relatief veel goud bezat. Besloten is de goudhoeveelheid meer in lijn te brengen met andere belangrijke goudhoudende landen. De verkoopopbrengsten zijn toegevoegd aan de algemene reserves van DNB en rentedragend belegd. Na de verkopen is de goudvoorraad geslonken naar 19,7 miljoen troy ounce ofwel zo'n 612 ton.
In 2014 heeft DNB in het geheim een deel van het goud dat opgeslagen lag in de Verenigde Staten teruggehaald. Voor deze actie lag 11% van het goud in Nederland en 51% was opgeslagen in New York. Verder ligt 20% van het goud in Canada en 18% in het Verenigd Koninkrijk. Het aandeel van de goudvoorraad in Amsterdam is nu verhoogd tot 31%. De goudvoorraden in Ottawa en Londen zijn onveranderd, dus ligt er nog 31% in New York.
In oktober 2016 maakte DNB bekend dat de goudvoorraad van Amsterdam naar Camp New Amsterdam (Vliegbasis Soesterberg) wordt verplaatst. Hiervoor wordt op de basis het 'Cash Center' gebouwd. Niet alleen de goudvoorraad wordt verplaatst, ook de sortering en distributie van bankbiljetten vindt vanaf 2022 daar plaats.
In verband met de renovatie van het bankgebouw aan het Frederiksplein wordt vanaf de tweede helft van 2020 de goudvoorraad voorlopig opgeslagen in de kluizen van de voormalige bankbiljettendrukkerij van Koninklijke Joh. Enschedé in Haarlem. Op 2 oktober 2020 werden er 200 ton aan goudbaren en de strategische voorraad geldbiljetten van Amsterdam naar Haarlem getransporteerd.
Na het gereedkomen van de nieuwe opslag in Zeist is het goud in mei 2023 van Haarlem verhuisd naar het nieuwe Cashcentrum te Zeist. Het gaat om circa 200 ton goud met een waarde anno mei 2023 van 10,4 miljard. Het is ongeveer 31% van de totale Nederlandse goudvoorraad. De rest ligt in de kluizen van de Federal Reserve in New York, in Londen en in Ottawa (Canada). Ook een voorraad van 4,5 miljard aan bankbiljetten verhuisde mee naar Zeist.
De hoeveelheid goud is de laatste twee decennia constant en veranderingen in de goudvoorraad zijn een gevolg van prijsveranderingen op de wereldmarkt. In 2015 werd het goud gewaardeerd op 973 euro per troy ounce en in 2020 lag de goudprijs op 1544 euro. De waarde van de goudvoorraad van De Nederlandsche Bank heeft zich vanaf 2008 aldus ontwikkeld:
| Jaar | €      |  | Jaar | €      |  | Jaar | €      |
| ---- | ------ |  | ---- | ------ |  | ---- | ------ |
| 2008 | 12.239 |  | 2014 | 19.450 |  | 2020 | 30.401 |
| 2009 | 15.090 |  | 2015 | 19.164 |  | 2021 | 31.693 |
| 2010 | 20.782 |  | 2016 | 21.622 |  | 2022 | 33.595 |
| 2011 | 23.961 |  | 2017 | 21.303 |  | 2023 | 36.780 |
| 2012 | 24.834 |  | 2018 | 22.073 |  | 2024 | 49.446 |
| 2013 | 17.234 |  | 2019 | 22.664 |  |      |        |

## Kerncijfers
Als grote N.V. brengt DNB jaarlijks in maart haar jaarcijfers uit.
In 2022 was het nettoresultaat nihil (€ 0) (2021: € 15 miljoen). Er waren gemiddeld 2060 voltijdsmedewerkers (2021: 1987). Inkomsten van de bank zijn rentebaten op buitenlandse valuta en eurobeleggingen, provisies en inkomsten uit goud. Verder ontvangt de bank een vergoeding van de onder toezicht staande financiële instellingen, in 2022 was € 218 miljoen. Voor de uitvoering van al haar taken had de bank voor 485 miljoen euro aan kosten in 2022. Dit betreft personeels- en huisvestingskosten, maar ook de productiekosten van bankbiljetten.
Als enige aandeelhouder van DNB ontvangt de Nederlandse Staat een dividend. Het dividend is gelijk aan 95% van het totale resultaat, exclusief de winst op de verkoop van goud. De resterende 5% wordt toegevoegd aan de algemene reserve van de bank. In 2022 keerde DNB geen dividend uit (2021: € 15 miljoen).
In 2022 leed de bank € 500 miljoen verlies door de sterk gestegen rente. Door een onttrekking aan de voorziening krediet- en renterisico's van € 460 miljoen kwam het nettoresultaat uit op nihil. Het was het eerste verlies sinds 1931 en er werd geen dividend uitgekeerd aan de Staat. In 2023 was het resultaat van bijna 3,5 miljard euro negatief. Hiervan is € 2,3 miljard opgevangen door een onttrekking uit de voorziening en de rest komt ten laste van het kapitaal en reserves van de bank.
| Jaar | Balans- totaal (× € miljard) | Netto- inkomsten | Saldo mutatie voorziening | Netto- resultaat | Dividend aan Staat |
| Jaar | Balans- totaal (× € miljard) | (× € miljoen)    | (× € miljoen)             | (× € miljoen)    | (× € miljoen)      |
| ---- | ---------------------------- | ---------------- | ------------------------- | ---------------- | ------------------ |
| 2015 | 210                          | 518              | 500                       | 183              | 174                |
| 2016 | 290                          | 422              | 500                       | 43               | 41                 |
| 2017 | 310                          | 503              | 496                       | 121              | 115                |
| 2018 | 347                          | 597              | 491                       | 188              | 179                |
| 2019 | 301                          | 1609             | −177                      | 1176             | 637                |
| 2020 | 452                          | 527              | 868                       | 15               | 15                 |
| 2021 | 510                          | 522              | 128                       | 15               | 15                 |
| 2022 | 488                          | 485              | −460                      | 0                | 0                  |
| 2023 | 396                          |                  |                           | −1139            | 0                  |
| 2024 | 394                          |                  |                           | −3194            | 0                  |

## Huisvesting

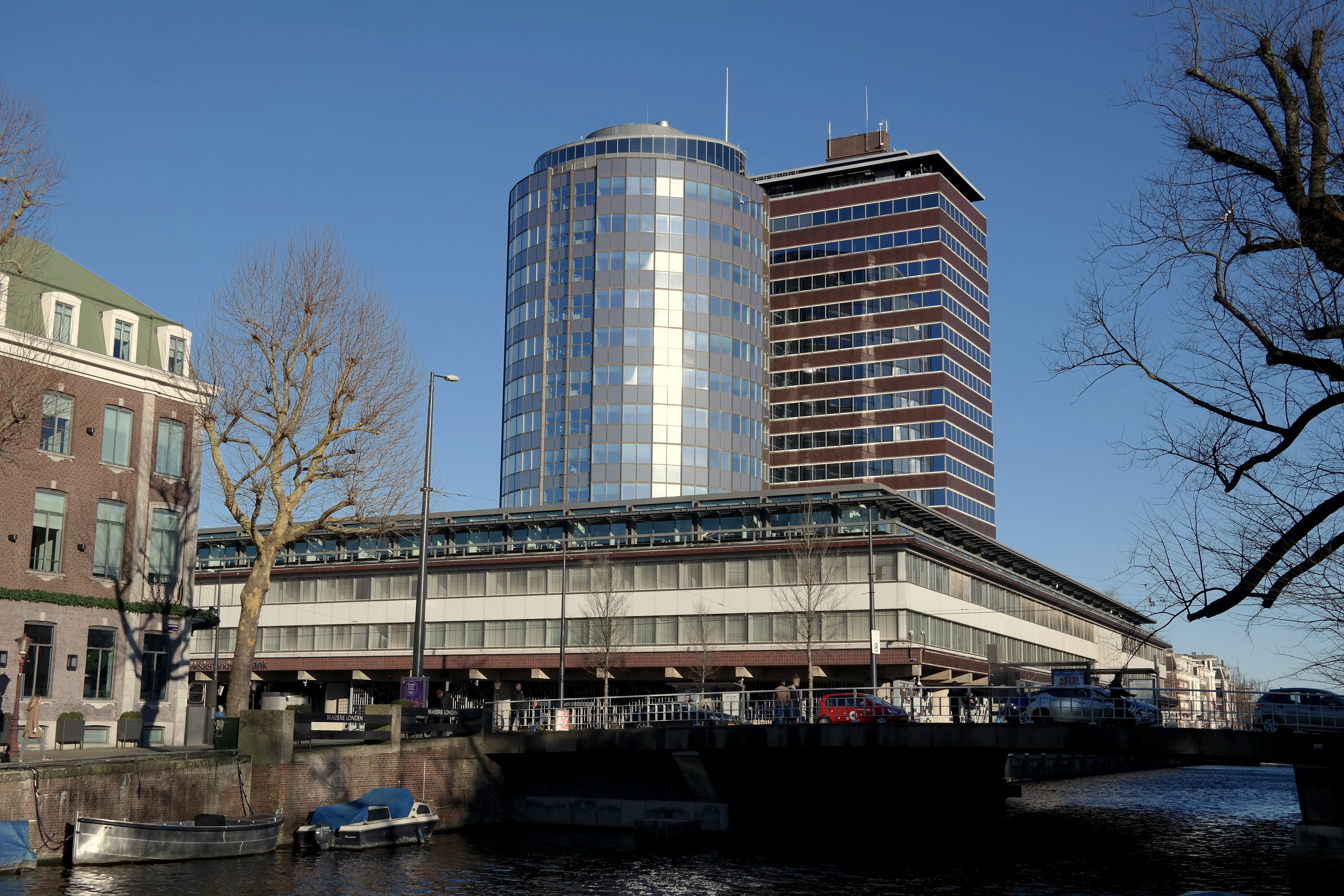
Het gebouw van de Nederlandsche Bank in 2018 met de uitbreiding van Jelle Abma nog aanwezig (gedemonteerd in 2021).

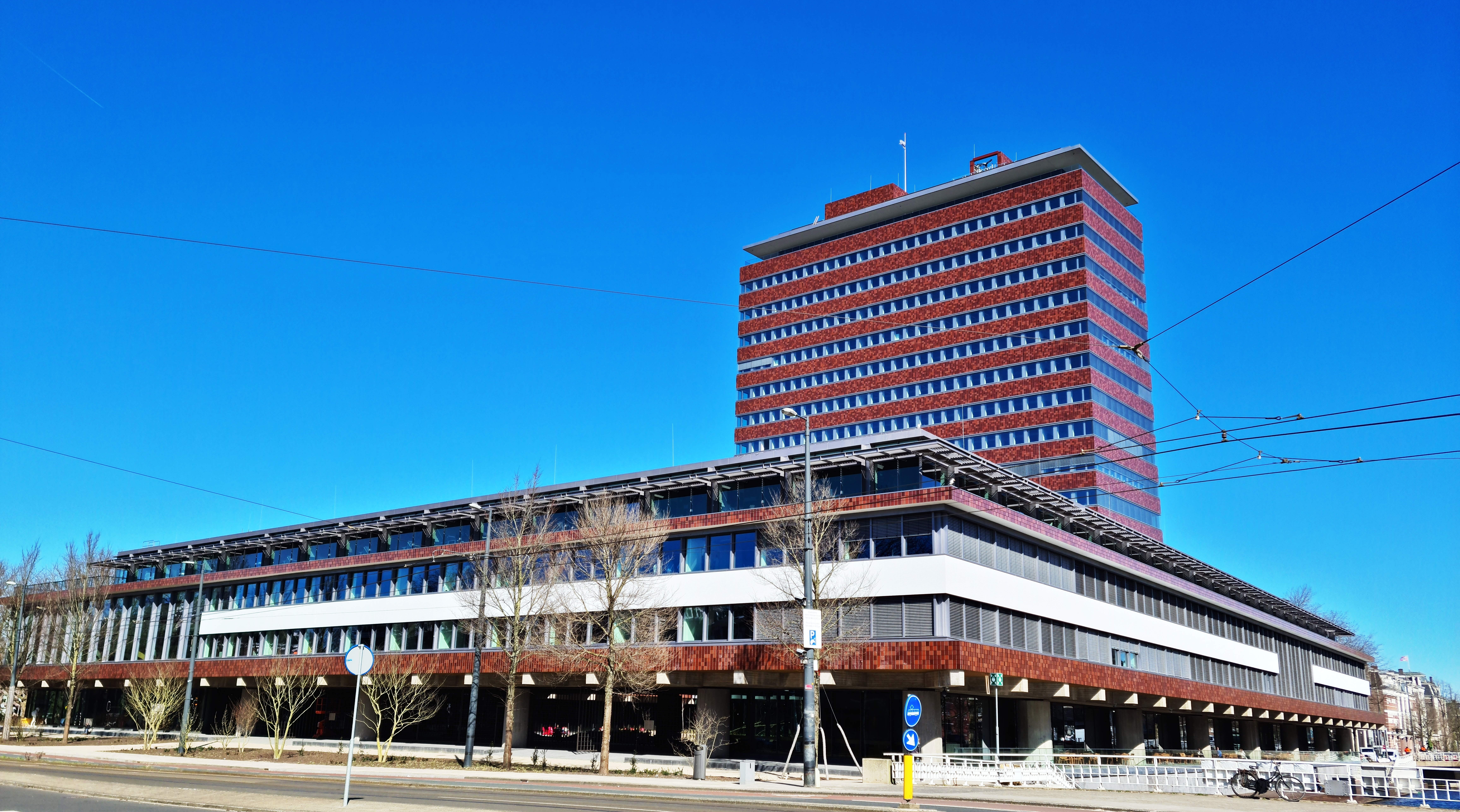
De Nederlandsche Bank, na voltooiing van de renovatie waarbij o.a. de ronde toren was verwijderd, 2025

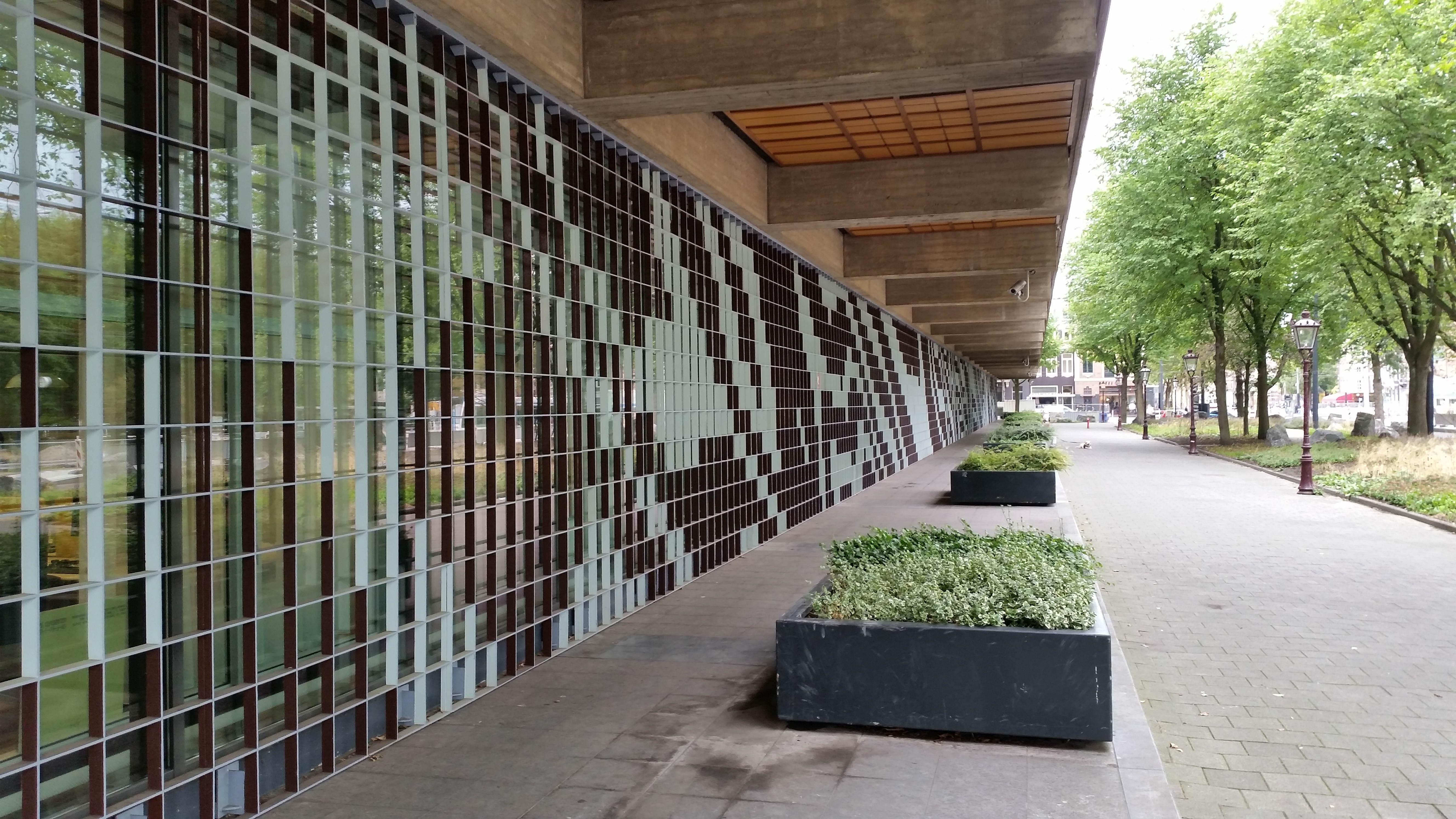
Het monumentale hekwerk met beschildering van Peter Struycken.

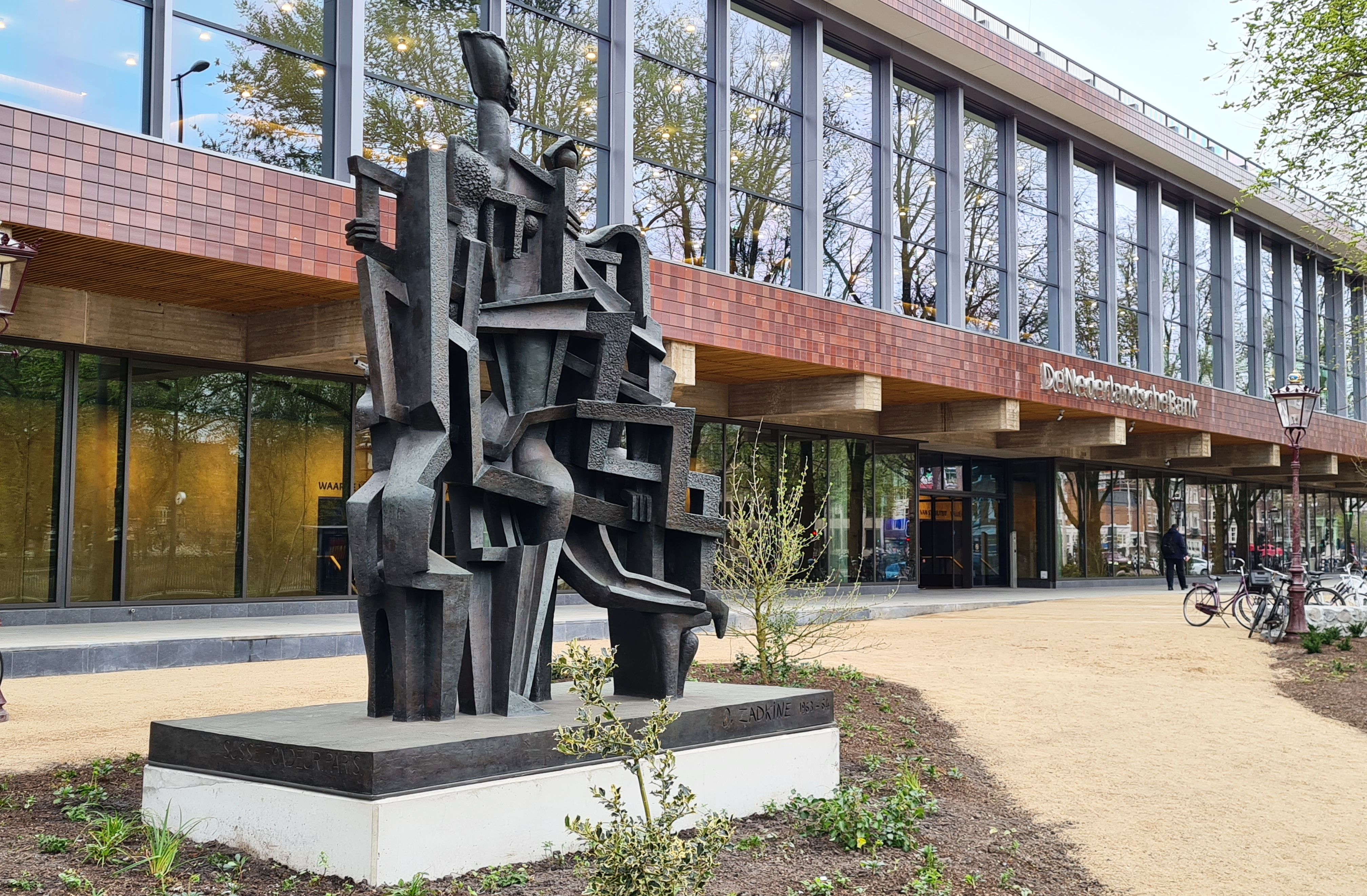
Het beeld La Demeure Humaine van Ossip Zadkine bij de Nederlandsche Bank.

DNB is gevestigd te Amsterdam, aanvankelijk aan de Oude Turfmarkt 127, waar sinds 1976 het Allard Pierson Museum is gehuisvest, en sinds 1968 in een kantoorgebouw aan het Frederiksplein (bezoekadres Westeinde 1). Dit gebouw naar een ontwerp uit 1961 van Marius Duintjer staat op de plaats van de in 1960 afgebroken Galerij en de tuin van het in 1929 afgebrande Paleis voor Volksvlijt. In 1991 werd naar een ontwerp van Jelle Abma een ronde tweede toren, de Satelliet, aan het gebouw toegevoegd. Het had ook de bijnaam Melitta naar het silhouet van een koffiezetapparaat. Bij de renovatie vanaf 2020 is deze toevoeging in 2021 weer verwijderd, waarmee het oorspronkelijke silhouet uit 1968 is teruggekeerd. 
Vanaf 2020 is het hoofdgebouw van DNB gedurende een periode van vijf jaar gerenoveerd door architectenbureau Mecanoo van Francine Houben. De cash operations verhuisden najaar 2020 naar het gebouw van Joh. Enschedé in Haarlem, maar werden in mei 2023 naar hun definitieve plek verhuisd in het daar toen nieuw gebouwde DNB cashcentrum in Zeist op Camp New Amsterdam. De overige medewerkers verhuisden in de tweede helft van 2020 tijdelijk naar het Tooropgebouw aan de Amsterdamse Omval. Begin 2025 keerden zij terug naar het gerenoveerde gebouw aan het Frederiksplein.
In januari 2025 werd het vernieuwde hoofdkantoor weer in gebruik genomen. De hoofdingang en het bezoekadres veranderden in Frederiksplein 61. De vroeger afgesloten binnenplaats, waar voorheen de ronde toren stond, is heringericht tot een openbare tuin. Op de begane grond is een publieksruimte gerealiseerd waar bezoekers vanaf maart 2025 'de nieuwe schatkamer' kunnen bezoeken: waar vroeger de goudvoorraad en het geld werd bewaard zijn nu onder andere de geldcollectie en de kunstcollectie te bezichtigen en worden er regelmatig publieksrondleidingen gegeven. Het monumentale hekwerk rond het gebouw, in 1993 beschilderd door kunstenaar Peter Struycken. werd verwijderd en kreeg (deels) een nieuwe bestemming in het Mien Ruyspark in Bergeijk (Noord-Brabant).

## Presidenten
Aan het hoofd staat een president. Deze wordt benoemd voor een periode van zeven jaar.
| nr | Start | Einde | Naam                   | nr | Start | Einde | Naam                       |
| -- | ----- | ----- | ---------------------- | -- | ----- | ----- | -------------------------- |
| 1  | 1814  | 1816  | Paul Iwan Hogguer      | 11 | 1912  | 1931  | Gerard Vissering           |
| 2  | 1816  | 1827  | Jan Hodshon            | 12 | 1931  | 1941  | Leonardus Trip             |
| 3  | 1827  | 1828  | Jaques Teysset         | 13 | 1941  | 1945  | Meinoud Rost van Tonningen |
| 4  | 1828  | 1835  | Jacob Fock             | 14 | 1945  | 1946  | Leonardus Trip             |
| 5  | 1835  | 1844  | Willem Mogge Muilman   | 15 | 1946  | 1967  | Marius Holtrop             |
| 6  | 1844  | 1858  | Abraham Fock           | 16 | 1967  | 1981  | Jelle Zijlstra             |
| 7  | 1858  | 1863  | Hendrik Croockewit     | 17 | 1982  | 1997  | Wim Duisenberg             |
| 8  | 1863  | 1884  | Willem Mees            | 18 | 1997  | 2011  | Nout Wellink               |
| 9  | 1885  | 1891  | Nicolaas Pierson       | 19 | 2011  | 2025  | Klaas Knot                 |
| 10 | 1891  | 1912  | Norbertus van den Berg | 20 | 2025  |       | Olaf Sleijpen              |

## Varia

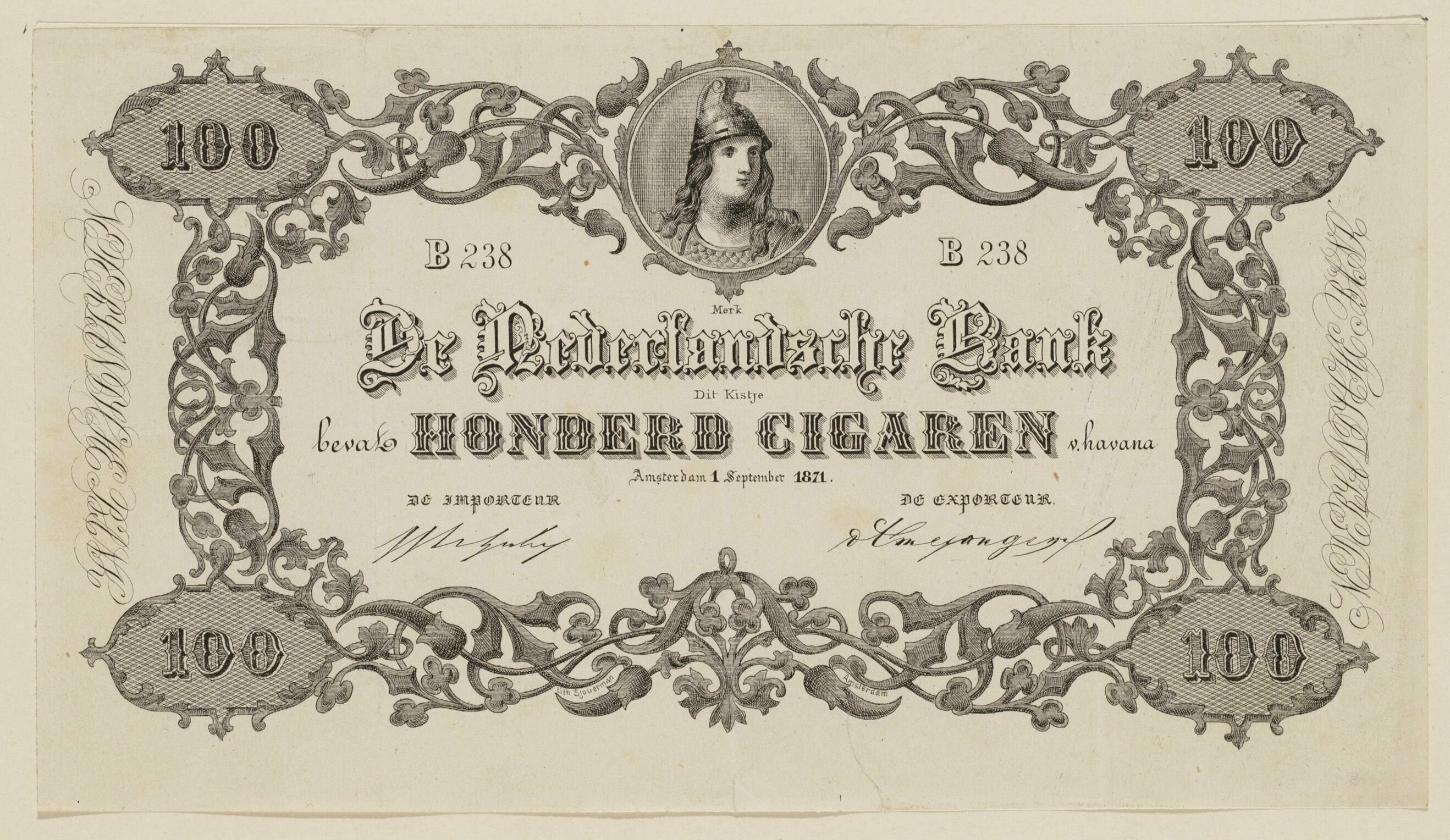
Sigarendoos De Nederlandsche Bank, 1871

- De Nederlandsche Bank liet ook relatiegeschenken maken, zoals in 1871 een sigarendoos.